# Sebastián Fernández (Fußballspieler, 1985)
Sebastián Fernández, vollständiger Name Sebastián Bruno Fernández Miglierina, (* 23. Mai 1985 in Montevideo, Uruguay) ist ein uruguayischer Fußballspieler.

## Karriere

### Verein

#### Karrierebeginn in Uruguay und Argentinien
Sebastián "Seba" Fernández, der auch im Besitz eines spanischen Passes ist, begann mit dem Fußballspielen im Alter von sechs Jahren beim Carrasco Lawn Tennis Club, wo er schließlich auch in der Liga Universitaria spielte. Prägender Trainer der ersten Phase seiner fußballerischen Entwicklung war Mario Lanza. Seine fußballerische Laufbahn im Profifußball nahm nach seinem im Jahre 2003 vollzogenen Wechsel bei Miramar Misiones ihren Anfang, als er 2004 von Juan Diego Tchadkijian in die Reserve-Mannschaft berufen wurde. Dort debütierte er dann auch in der Ersten Liga Uruguays. Nach zwanzig Spielen mit sieben Toren in der Vorsaison, kam er auch in Apertura und Clausura der Spielzeit 2005/06 zu 31 Einsätzen (sechs Tore) in der Primera División. 30 Spiele mit neun Treffern bei Miramar Misiones in der Spielzeit 2006/07 weisen auf seinen Stellenwert in jener Mannschaft hin, die er in der folgenden Saison im Januar 2007 in Richtung Defensor Sporting verließ. Mit Defensor konnte er in der Saison 2007/08 den uruguayischen Meistertitel erringen und nahm sowohl an Copa Libertadores als auch der Copa Sudamericana teil. In den beiden internationalen Wettbewerben kam er jeweils siebenmal zum Einsatz (kein Tor), während er in der Primera División insgesamt im Laufe seiner Vereinszugehörigkeit inklusive der beiden Meisterschaftsfinalspiele 34 Erstligabegegnungen (15 Tore) bestritt und in sieben Liguilla-Partien (kein Tor) auflief. Von dort wechselte er im August 2008 auf Leihbasis für ein Jahr mit anschließender Kaufoption zum argentinischen Verein Banfield, wo er 2009 am Gewinn des Torneo Apertura beteiligt war und 61-mal in der Liga zum Zuge kam (zwölf Tore). In der Copa Libertadores sind hier weitere acht Begegnungen (drei Tore) für ihn verzeichnet.

#### Wechsel nach Europa
Am 5. August 2010 unterschrieb er beim FC Málaga einen Vertrag der über vier Jahre. Die Ablöse von 3,6 Millionen Euro war die bis dahin höchste des spanischen Klubs. Bis zum Ablauf der Spielzeit 2012/13 kam er dort in 79 Ligaspielen zum Einsatz (zwölf Tore). 12 Partien der Copa del Rey (zwei Tore) und vier Champions League Begegnungen (ein Tor) sind ebenfalls für ihn bei den Spaniern verzeichnet. Am 29. August 2013 wurde vermeldet, dass Fernandéz seinen Vertrag bei Málaga aufgelöst habe und seine Karriere bei Rayo Vallecano fortsetzen werde. Bis dato hatte er zwei weitere Kurzeinsätze in der gerade angelaufenen Spielzeit unter Málagas neuem Trainer Bernd Schuster absolviert. Bei Rayo Vallecano debütierte er am 30. August 2013, als er in der Partie gegen UD Levante in der 71. Spielminute eingewechselt wurde. In der Partie gegen den FC Valencia am 28. September 2013 wurde er nach erlittenem Riss des hinteren Kreuzbandes sowie des äußeren Meniskus im rechten Knie ausgewechselt, woraufhin eine sechsmonatige Verletzungspause prognostiziert wurde. Nach langer Pause kam er erst Mitte April 2014 wieder in der Liga zum Einsatz. Bis zu seinem letzten Ligaspiel für Rayo Vallecano am 18. Mai 2014 bestritt er neun Erstligapartien (ein Tor). Sodann wechselte er zur Spielzeit 2014/15 zurück nach Uruguay zu Nacional Montevideo. Dort debütierte er am 1. Spieltag der Apertura 2014 für die "Bolsos" in der Primera División und erzielte in seinem ersten Spiel direkt ein Tor. In der Saison 2014/15 lief er in 22 Erstligapartien auf, schoss vier Tore und gewann mit den Montevideanern die Uruguayische Meisterschaft. Zudem absolvierte er zwei Partien (kein Tor) in der Copa Libertadores 2015. Während der Spielzeit 2015/16 traf Fernández achtmal bei 25 Ligaeinsätzen und bestritt drei Spiele (kein Tor) der Copa Sudamericana 2015 sowie acht Begegnungen (ein Tor) in der Copa Libertadores 2016. In der Saison 2016 trug er mit sechs Toren in 14 bestrittenen Erstligapartien zum erneuten Gewinn der Landesmeisterschaft bei.

### Nationalmannschaft
Der Stürmer ist auch Mitglied der Nationalmannschaft Uruguays. Sein Debüt in der Celeste feierte er beim 2:0-Sieg im Freundschaftsländerspiel gegen Rumänien am 23. Mai 2006. Dabei wurde er in der 86. Spielminute für Fabián Estoyanoff eingewechselt. Er wurde von Nationaltrainer Óscar Tabárez in das Aufgebot seines Heimatlandes für die Fußball-Weltmeisterschaft 2010 berufen. Dort kam er sowohl im Gruppenspiel gegen Südafrika, als auch im Halbfinale gegen die Niederlande als Einwechselspieler zum Einsatz. Für die Copa América 2011 wurde er zwar zunächst ins vorläufige Aufgebot berufen, zum Turnier letztlich aber von Tabárez aus dem Kader gestrichen. Insgesamt absolvierte er bis zu seinem bislang letzten Einsatz am 15. August 2012, als er beim 0:0 im Freundschaftsspiel gegen Frankreich in der 89. Minute eingewechselt wurde, 14 Länderspiele für Uruguay, bei denen er zwei Tore schoss. (Stand: 22. August 2013)

### Sonstiges
Der Bruder von Férnandez spielte mindestens 2010 für Carrasco Lawn und war dort in jener Spielzeit eine der Säulen der Mannschaft.

### Erfolge
- 3× Uruguayischer Meister: 2007/08, 2014/15, 2016
- Torneo Apertura (Argentinien): 2009